# Landkreis Mayen-Koblenz
Landkreis Mayen-Koblenz är ett distrikt (Landkreis) i norra delen av det tyska förbundslandet Rheinland-Pfalz. Distriktets administration ligger i Koblenz men själva staden är distriktsfri och tillhör inte detta distrikt. Största stad i distriktet är Andernach.

## Städer och kommuner

### Fristående stadskommuner
- Andernach
- Bendorf
- Mayen

### Kommuner och kommunalförbund
Kommuner och småstäder ordnade efter kommunalförbund (Verbandsgemeinde):
(Säte för kommunalförbundets förvaltning markeras med *)
| - 1. Verbandsgemeinde Maifeld 1. Einig 2. Gappenach 3. Gering 4. Gierschnach 5. Kalt 6. Kerben 7. Kollig 8. Lonnig 9. Mertloch 10. Münstermaifeld (stad) 11. Naunheim 12. Ochtendung 13. Pillig 14. Polch (stad) * 15. Rüber 16. Trimbs 17. Welling 18. Wierschem - 2. Verbandsgemeinde Mendig 1. Bell 2. Mendig, stad * 3. Rieden 4. Thür 5. Volkesfeld | - 3. Verbandsgemeinde Pellenz (Säte: Andernach) 1. Kretz 2. Kruft 3. Nickenich 4. Plaidt 5. Saffig - 4. Verbandsgemeinde Rhein-Mosel 1. Alken 2. Brey 3. Brodenbach 4. Burgen 5. Dieblich 6. Hatzenport 7. Kobern-Gondorf * 8. Lehmen 9. Löf 10. Macken 11. Niederfell 12. Nörtershausen 13. Oberfell 14. Rhens, stad 15. Spay 16. Waldesch 17. Winningen 18. Wolken | - 5. Verbandsgemeinde Vallendar 1. Niederwerth 2. Urbar 3. Vallendar, stad * 4. Weitersburg - 6. Verbandsgemeinde Vordereifel (Säte: Mayen) 1. Acht 2. Anschau 3. Arft 4. Baar 5. Bermel 6. Boos 7. Ditscheid 8. Ettringen 9. Hausten 10. Herresbach 11. Hirten 12. Kehrig 13. Kirchwald 14. Kottenheim 15. Langenfeld 16. Langscheid 17. Lind 18. Luxem 19. Monreal 20. Münk 21. Nachtsheim | 1. Reudelsterz 2. Sankt Johann 3. Siebenbach 4. Virneburg 5. Weiler 6. Welschenbach - 7. Verbandsgemeinde Weißenthurm 1. Bassenheim 2. Kaltenengers 3. Kettig 4. Mülheim-Kärlich, stad 5. Sankt Sebastian 6. Urmitz 7. Weissenthurm, stad |

1. ↑  Landkreis Mayen-Koblenz, läs online.[källa från Wikidata]
2. ↑  GeoNames, 2005, Geonames-ID: 3247461.[källa från Wikidata]
3. ↑  hämtat från: tyskspråkiga Wikipedia.[källa från Wikidata]